# Vladimir Korotaj
Vladimir Korotaj (Jurketinec, 1933. - Varaždin, 13. srpnja 2009.), hrvatski pjesnik.
Živio je u Varaždinu, kamo su se njegovi roditelji preselili ubrzo nakon njegovog rođenja. U Zagrebu je studirao književnost i jezik, a radio je uglavnom u Varaždinu na Rudarskoj školi.
Cijeli život bavi se književnošću, pišući novele, satire, humoreske, a najviše pjesme na štokavskom i kajkavskom. 
Od 1991. sudjeluje na svim recitalima kajkavskog i štokavskog, na kojim je gotovo uvijek zastupljen s ponekom pjesmom. U "Antologiji suvremene kajkavske lirike dvadesetog stoljeća" Jože Skoka zastupljen je s pjesmom "Rieči sa zviranjka". 
Bavio se i haiku poezijom te sudjeluje na recitalima u Hrvatskoj, Japanu, Indiji, Australiji. Njegove haiku pjesme ušle su u antologiju haiku poezije svijeta, objavljene u Indiji 2001. (Mohammed Fakhruddin).
Preminuo je 13. srpnja 2009. u Varaždinu. 

## Djela
- "Podne (1984.),"
- "Z moje kleti (1986.),"
- "Slavuji pjevaju pred zoru (1990.),"
- "Ne piši protiv vjetra (1991.),"
- "Ubiti pjesmu (1992.),"
- "Ni se zatrl (1992.),"
- "Zagrebačke večeri (1993.),"
- "Život ispod kamene kocke (1996.),"
- "Štefove balade (1999.),"
- "Gosenica za vratom (2001.),"
- "Utočišta (2002.),"
- "Izabrane pjesme (2003.)."
- "Quaero hominem (iliti) iščem človeka (2005.)"
- "Bijeli oblak (2006.)"
- "Moj sin ratnik (2007.)"
- "Breskve cvjetaju (2010.)" - postumno